# Хауч, Ганс
Ганс Хауч (нем. Hans Hautsch; 4 января 1595, Нюрнберг, Баварский округ — 20 января 1670, Нюрнберг, Баварский округ) — механик и изобретатель из Ледергассе, Нюрнберг. Его отец Антоний (1563—1627) и дед Килиан (умер в 1570 г.) также были механиками.

## Биография

### Личная жизнь
Женился на Магдалена (1603 г.р.), дочери плотника Якоба Флекслейна, 25 июня 1621 г., у них была дочь и пятеро сыновей, в том числе Георг (1624 г.р., также механик), Готфрид (1634—1703) и Иоганн Андреас. (род. 1638).

### Изобретения
В 1649 году Ганс Хауч разработал инвалидное кресло для больных подагрой.
Вскоре после этого он построил самоходную четырёхколесную механическую тележку: «Она движется сама по себе и не требует начального предварительного запуска ни от лошади, ни от чего-либо ещё. Движется когда водителю угодно, и работает исключительно от часового механизма».
Позже ему было поручено изготовить колесницу, которая, по-видимому, также работала от часового механизма. Однако современники отнеслись к этому скептически. В своем «Mathematischen Erquickstunden» (или «Курсе повышения квалификации по математике», 1651 г.) Георг Филипп Харсдёрфер предположил, что внутри находится ребёнок, который приводит колесницу в движение, крутя ручку. Французский писатель-путешественник Бальтазар де Монкони в своем « Журнале путешествий» 1666 года также высказался скептически.
В 1650 году Хауч построил пожарную машину, которая использовала сосуд со сжатым воздухом для подачи непрерывного потока воды на высоту до 20 метров. С каждой стороны 14 человек перемещали поршневой шток вперед и назад по горизонтали; вращающаяся трубка, установленная на шланге, обеспечивала непрерывный поток воды, даже когда поршень оттягивался назад. Каспар Шотт наблюдал за этой машиной в 1655 году и описал её в своей Magia Universalis

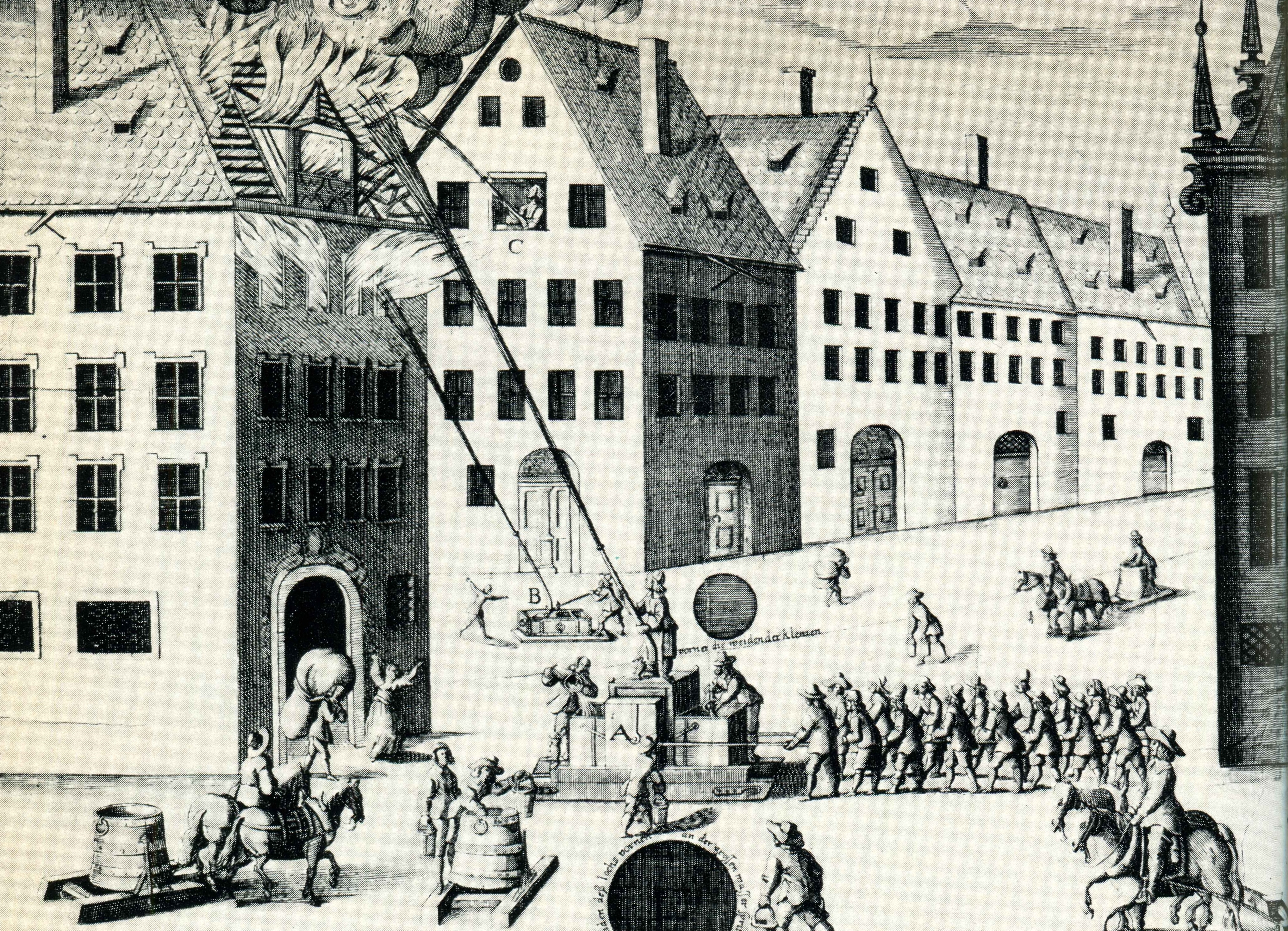
Пожарная машина, изобретённая Гансом Хаучем

Около 1660 года по случаю императорского визита в Нюрнберг Хауч создал механического орла, который хлопал крыльями. Это вызвало слух о том, что он изобрел летательный аппарат.
Для короля Дании в 1664 году он изготовил механизированный кукольный домик, фигурки которого совершали более 100 отдельных движений. В следующем году он сделал учебную модель битвы для сына короля Франции Людовика XIV с 462 движущимися серебряными солдатами и боевыми звуковыми эффектами. Он также построил трехуровневую механическую композицию, на которой были изображены Сотворение мира и другие библейские сцены на нижней сцене, семьдесят два мастера, работающие посередине, и большая купальня наверху.
Хауч также изобрел Штройгланц (Streuglanz), сверкающий разноцветный блеск из металлической стружки. Его потомки продолжали готовить Штройгланц для мелкосерийного производства обоев и эмалированных изделий до конца восемнадцатого века.